# Nerol
El nerol és un monoterpè alcohol que es troba en altres olis essencials de plantes. Va ser aïllat per primer cop de l'oli de neroli, d'on li prové el nom.